# 8983 Rayakazakova
8983 Rayakazakova este un asteroid din centura principală de asteroizi.

## Descriere
8983 Rayakazakova este un asteroid din centura principală de asteroizi. A fost descoperit pe 13 martie 1977 la Observatorul de Astrofizică din Crimeea de Nikolai Cernîh. Asteroidul prezintă o orbită caracterizată de o semiaxă mare de 3,00 ua, o excentricitate de 0,08 și o înclinație de 10,5° în raport cu ecliptica.